# Batan
Jardim Batan ou apenas Batan é um sub-bairro do Realengo, na Zona Oeste, do Rio de Janeiro, nas proximidades da Avenida Brasil. É considerado por muitos como uma favela.
O Batan ganhou notoriedade em 2008, quando uma equipe de jornalistas do jornal O Dia, entre eles o fotógrafo Nilton Claudino, foi feita refém e torturada por milicianos.

## História
Em meados dos anos 1950, segundo relatos de moradores antigos, o Batan era uma grande fazenda, onde havia criação de gado, em uma vasta área de vegetação típica, sendo que o nome Batan deriva de ubatã, árvore bastante comum, na época, e que hoje não existe mais na região. 
Nos anos seguintes, a população foi ocupando a região que, em pouco tempo, viria a se tornar um grande sub-bairro, embora muito carente em termos de urbanização e saneamento básico.
Em meados dos anos 1970 e 1980, houve um crescimento acelerado na população do Batan, com pessoas vindo de vários lugares e se instalando ali. Em consequência disso, ocorreu uma favelização do local, com pessoas tomando posse  de terrenos particulares para neles construir, irregularmente, habitações precárias, sem  controle por parte poder público.
A comunidade é conhecida pelos constantes confrontos armados entre facções criminosas que disputam o controle do tráfico de drogas que se instalou na região. Em geral, esses conflitos envolvem também a  área do Fumacê, uma favela vizinha.
No ano de 2007 um grupo de milicianos invadiu o Batan e expulsou os traficantes de drogas do local. A partir daí, essas milícias passaram a ter o domínio sobre o Batan. Porém, em maio de 2008, jornalistas do jornal O Dia, que estavam fazendo uma série de reportagens sobre atividades da milícia no local, foram descobertos pelos milicianos e, em seguida, sequestrados e torturados durante aproximadamente sete horas. Com a publicação das reportagens, alguns milicianos acabaram sendo presos  e processados. O inquérito policial revelou a liderança do bando: "Zero Um [chefe de milícia] era o policial civil Odinei Fernando da Silva, também chefe de um grupo paramilitar denominado Águia. Zero Dois era Davi Liberato de Araújo, um presidiário que vivia fora da cadeia graças ao envolvimento de guardas penitenciários com a milícia. Os dois foram sentenciados pela Justiça a 31 anos de prisão, mas recentemente a pena foi reduzida para vinte anos." 
Em 18 de fevereiro de 2009 instalou-se no local a 3ª UPP da PMERJ. A unidade foi extinta em 2018.

## População
Estima-se que a população do Batan seja de aproximadamente 50.000 habitantes.

## Transporte
Basicamente, a comunidade atualmente conta apenas com o transporte alternativo que é feito até o bairro de Bangu.
Para se deslocarem para outros bairros, os moradores utilizam as linhas de ônibus que trafegam pela Avenida Brasil ou fazem um deslocamento a pé de mais ou menos 30 minutos até a Estação de Trem de Realengo.

## Saúde
Não há Posto de saúde ou Hospitais no Batan. O hospital mais próximo é o Hospital Albert Schweitzer, que está localizado a 4 Km de distância da comunidade.
Existe um PACS (Programa de Agente Comunitário de Saúde), chamado de Saúde da Familia. Eles trabalham com a prevenção.
Atualmente, já se instalou uma clínica da família que fica situada na Av. Brasil bem em frente a uma das entradas para a comunidade.

## Escolas
Há no Batan a Escola Municipal Costa do Marfim, mais conhecida como Brizolinha, por ter sido fundada, na época, pelo então Governador do Estado do Rio de Janeiro, Leonel Brizola. A escola atende crianças até o quarto ano do Ensino Fundamental.
Foi inaugurado pelo governador Sérgio Cabral, no dia 25 de julho de 2010 o Centro de Educação Tecnológica e Profissionalizante (Cetep), que oferece cursos de Inglês, Espanhol, Informática Básica, Informática II, Camareiro, Manicure/Pedicure e Cabeleireiro.

## Religião
Boa parte dos moradores da comunidade são evangélicos, e se distribuem pelas várias igrejas que existenm no local. Há igrejas evangélicas de diversas denominações, entre elas da Igreja Batista, Assembléia de Deus, Igreja Universal, Comunidade Evangélica,Igreja Adventista do Sétimo dia, entre outras. Alguns fiéis também costumam se encontrar na localidade mais alta do Batan,localizada no morro, conhecida como Pedra, para fazerem Vigília e grupos de Oração.
No Batan há ainda uma Paróquia da Igreja Católica, um Centro Espírita e algumas casas que realizam rituais de Umbanda e Candomblé.

## Mídia
Em 18 de fevereiro de 2009, o então Governador do estado do Rio de Janeiro, Sérgio Cabral Filho, inaugurou a Unidade de Policiamento Pacificadora (UPP) no Jardim Batan. 
Em 21 de maio de 2009 foi lançado pelo prefeito da cidade do Rio de Janeiro, Eduardo Paes, o projeto Rio em Forma, que vai oferecer às crianças da comunidade práticas esportivas e aulas de ginástica. O evento contou também com a presença ilustre de Adriano, que na época era jogador do Flamengo.
Durante todo o mês de Maio de 2009 foi realizada uma série de reportagens do programa televisivo da Globo, o Globo Comunidade. Na série de reportagens o programa retratou como é o dia-a-dia dos moradores da comunidade e levantou as principais carências dos serviços prestados à população, tais como transporte, saúde, saneamento básico, escolas, etc.
No dia 29 de novembro de 2009, foi realizada pela primeira vez na comunidade do Batan o evento da Ação Global, organizado pela Rede Globo.

## Localização
Mapa
Foto